# Polevoi (Stàvropol)
|  | Per a altres significats, vegeu «Polevoi». |

Polevoi (en rus: Полевой) és un poble (un possiólok) del krai de Stàvropol, a Rússia, que en el cens del 2010 tenia 239 habitants. Pertany al districte rural de Petrovski.